# Côtière
Pour les articles homonymes, voir Côtière.
La Côtière — prononcé ko.tjɛʁ  — ou Côtière de l'Ain (ancienne crête, moraine glaciaire) est une région naturelle française située principalement dans le sud-ouest du département de l'Ain. Elle longe le plateau des Dombes (entre 190 et 314 mètres d'altitude) avec un coteau d'une quarantaine de kilomètres qui fait face aux Alpes et borde le Rhône, commençant avec le balcon de la Croix-Rousse (à Lyon) et se terminant à Pérouges (Ain). 
La région s'articule autour de ses trois principales villes : Miribel, Montluel et Meximieux. La Côtière se trouve administrativement dans l'arrondissement de Bourg-en-Bresse. Par ailleurs, toutes les communes de cette région font partie de l'aire urbaine de Lyon.

## Population
En 2010, la population de la région s'élevait à 66 841 habitants, ce qui représentait environ 11 % de la population départementale pour environ 6 % de la surface totale. La densité de population était alors de 187 hab./km2, contre seulement 104 hab./km2 pour le département dans son ensemble.

## Géologie
La région a été façonnée par les glaciations de Riss, il y a 450 000 ans, puis à nouveau il y 170 000 ans. Elle est ainsi caractérisée par des dépôts glaciaires alpins (falaises de cailloux, rochers) qui ont constitué une crête morainique qui surplombe la plaine de Lyon et borde le plateau de la Dombes. La dernière glaciation (Würm) a eu un impact direct moindre car elle a eu un maximum à l'est de Meximieux.

## Géographie

### Topographie
Le coteau, d'où la Côtière tire son nom, constitue le rebord du plateau de la Dombes et se situe environ entre 190 m et un peu plus de 300 m d'altitude. Il forme un ensemble continu dont le flanc est essentiellement orienté sud-sud-est sur une quarantaine de kilomètres entre la Croix-Rousse (Lyon), Rillieux la Pape (Rhône) et les communes de l'Ain de Neyron, Miribel, Montluel et Meximieux. Dans cette dernière partie, il est interrompu par les vallons des rivières dites la Sereine et du Cottey. La ville de Meximieux a la particularité d'être construite sur le flanc même du coteau.
La partie orientale du coteau, autrefois dénommée Côtière de Bresse, longe la rive droite de la rivière d'Ain sur une vingtaine de kilomètres entre Meximieux et Pont-d'Ain. Sur la rive gauche orientale de la rivière commence le Bugey. 

### Localisation
La région est entourée à l'ouest par l'agglomération lyonnaise, les monts du lyonnais et par le Val de Saône. Le coteau de la Côtière débouche au nord sur le plateau de la Dombes. À l'est, la plaine de l'Ain constitue une petite région intermédiaire avec les prémices du Bas-Bugey (massif jurassien). Enfin, au sud, la Côtière est longée par le passage du Rhône (le canal de Miribel, à partir de Niévroz) qui devance les préalpes. Le coteau était boisé par le passé, il l'est désormais beaucoup moins en raison de la croissance de la population et de l'urbanisation. Les communes de cette région font partie de l'Est de l'aire urbaine de Lyon.

### Composition
- Balan (Ain)
- Béligneux
- Beynost
- Bourg-Saint-Christophe
- Bressolles (Ain)
- Dagneux
- Charnoz-sur-Ain
- Faramans (Ain)
- Joyeux (Ain)
- La Boisse
- Le Montellier
- Meximieux
- Miribel (Ain)
- Montluel
- Neyron
- Niévroz
- Pérouges
- Pizay
- Sainte-Croix (Ain)
- Rignieux-le-Franc
- Saint-Jean-de-Niost
- Saint-Maurice-de-Beynost
- Saint-Maurice-de-Gourdans
- Saint-Éloi (Ain)
- Sainte-Croix (Ain)
- Thil (Ain)
- Villieu-Loyes-Mollon
- Châtillon-la-Palud

### Hydrographie

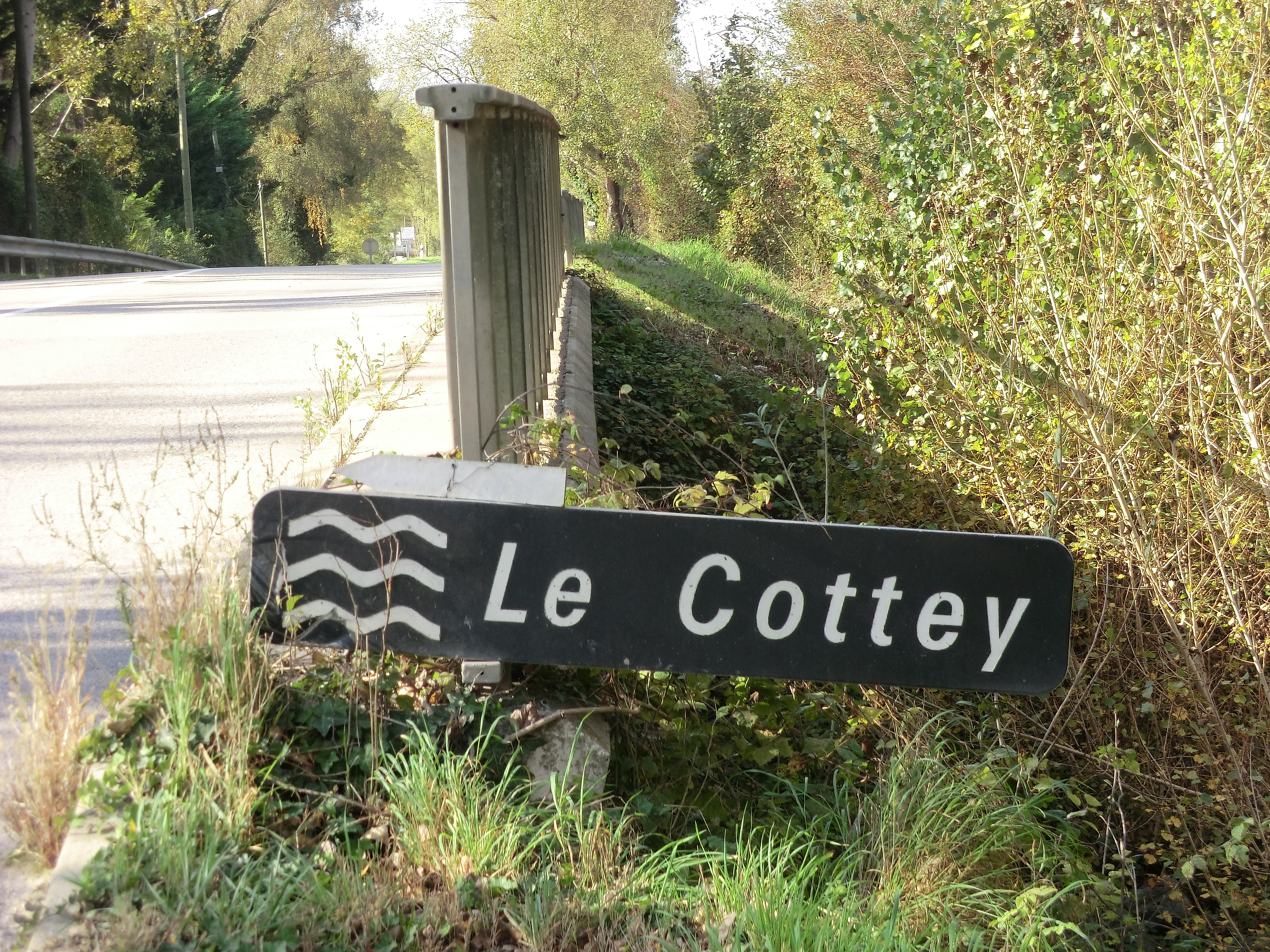
Le Cottey, petit cours d'eau dans la Côtière, ici à Niévroz.

Le Rhône longe le coteau de la Côtière et se divise en deux canaux avec le canal de Miribel à partir de Niévroz et le canal de Jonage. Ces deux canaux avaient comme objectifs initiaux la maîtrise du fleuve et la diminution du risque de crues pour la ville de Lyon.
Outre le Rhône, le principal cours d'eau dans la Côtière est la Sereine qui coule dans les cantons de Montluel et de Miribel.

### Transports

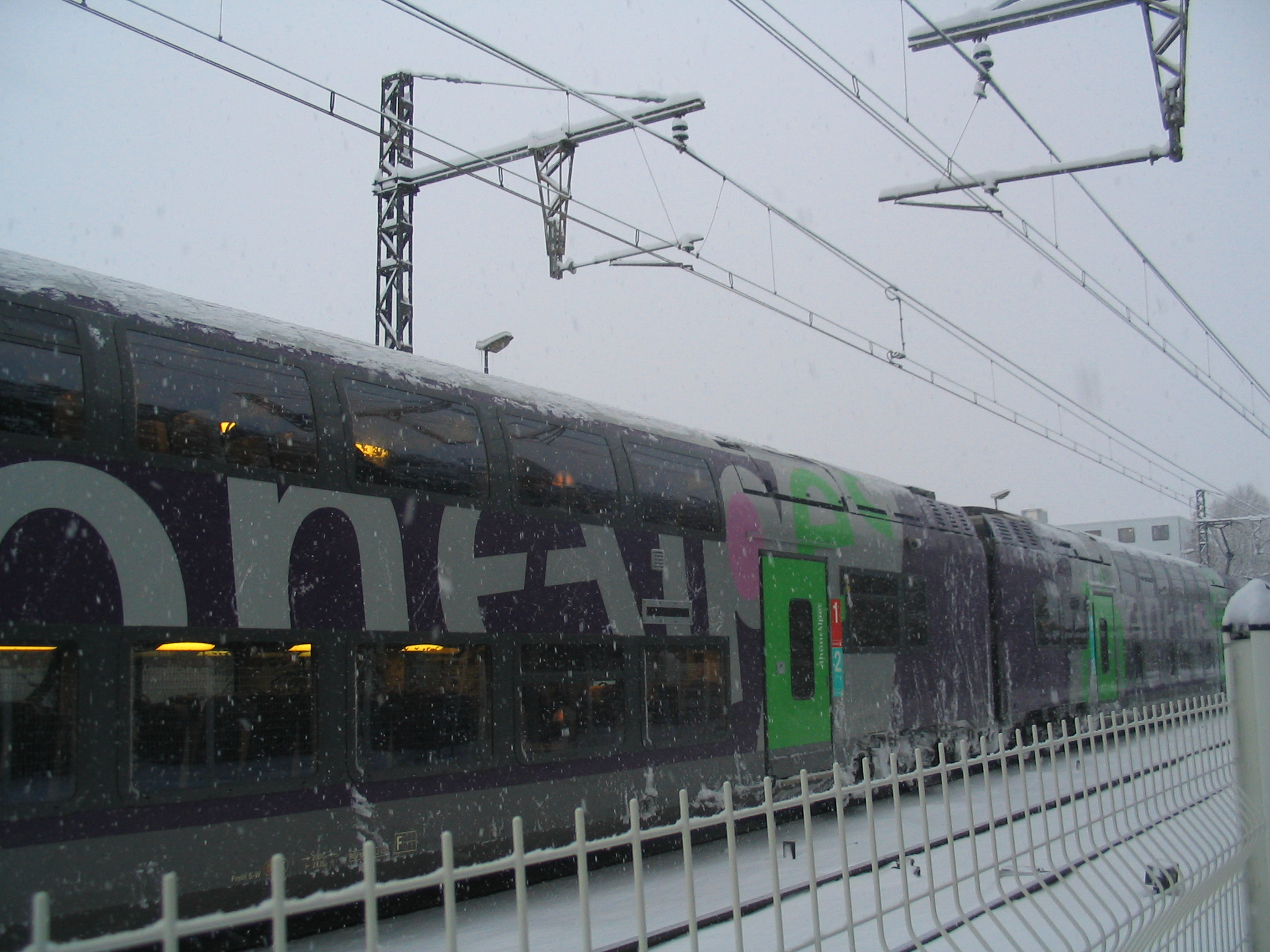
Un TER à Saint-Maurice-de-Beynost.

Le coteau à l'origine de la dénomination de la Côtière est longé par deux axes de communication : la route départementale 1084 surnommée « route de Genève » et la ligne de chemin de fer de Lyon-Perrache à Genève (frontière). 
Les TER Rhône-Alpes reliant St-Étienne à Ambérieu-en-Bugey desservent un certain nombre de gares de la Côtière, notamment Miribel, St-Maurice-de-Beynost, Beynost, Montluel et Meximieux-Pérouges.
La région est concernée par le projet de contournement ferroviaire de l'agglomération lyonnaise (CFAL), dont le tracé devrait concerner quatorze communes de la Côtière.
La région est également traversée par plusieurs autoroutes ; sur son territoire se trouvent notamment les deux échangeurs de l'A432, avec respectivement l'A46 (sur le territoire de Miribel) et l'A42 (à La Boisse).
Le dernier tronçon de l'A432, entre Les Échets et La Boisse, est ouvert depuis février 2011. Il a fait l'objet de travaux dans la région entre 2008 et 2011.

## Histoire

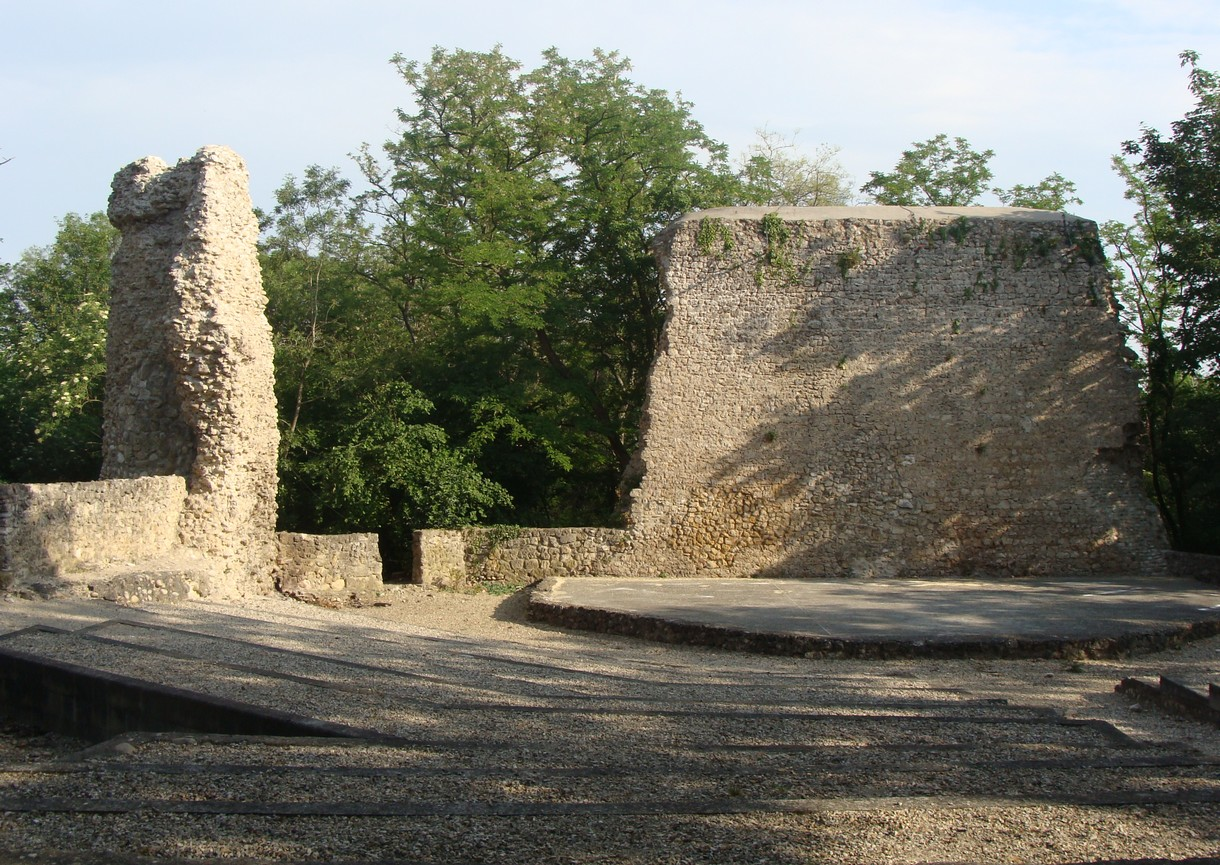
Vue des ruines du château de la seigneurie de Montluel.

Durant l'Antiquité, la région se trouve sur le territoire des Ambarres, une tribu gauloise dont le nom signifie « vivant des deux (* amb) côtés de la Saône (Arar, la Saône) ». Cette terminologie se retrouve également dans le nom d'Ambérieux-en-Dombes en amont du Rhône et au nord-est de la Côtière. La conquête romaine ne laisse pas de trace tangible dans le département et le territoire est mal connu. Toutefois, la présence romaine a entraîné un glissement de la population vers le coteau, probablement dû à la traversée de la voie romaine d'Helvétie et de Germanie.
À l'époque gallo-romaine, le territoire est traversé par une voie romaine qui relie (en longeant le coteau) Lugdunum, l'antique ville de Lyon, aux points plus en amont du Rhône, comme Montluel, pour aboutir à Saint-Sorlin-en-Bugey où l'on perd sa trace plus à l'est.
Au Moyen Âge, Meximieux, Montluel et Miribel ont des destinées différentes, voyant chacune, une seigneurie locale s'imposer et possédant son château. L’histoire de ces trois seigneuries tend à devenir la même à partir de la signature du traité de Paris de 1355, qui place la région sous domination des États de Savoie.
La domination savoyarde cessera avec la signature du traité de Lyon qui scelle définitivement l'acquisition par la France, du Bugey, de la Bresse, du pays de Gex ainsi que de petites dépendances annexes, comme la Côtière.

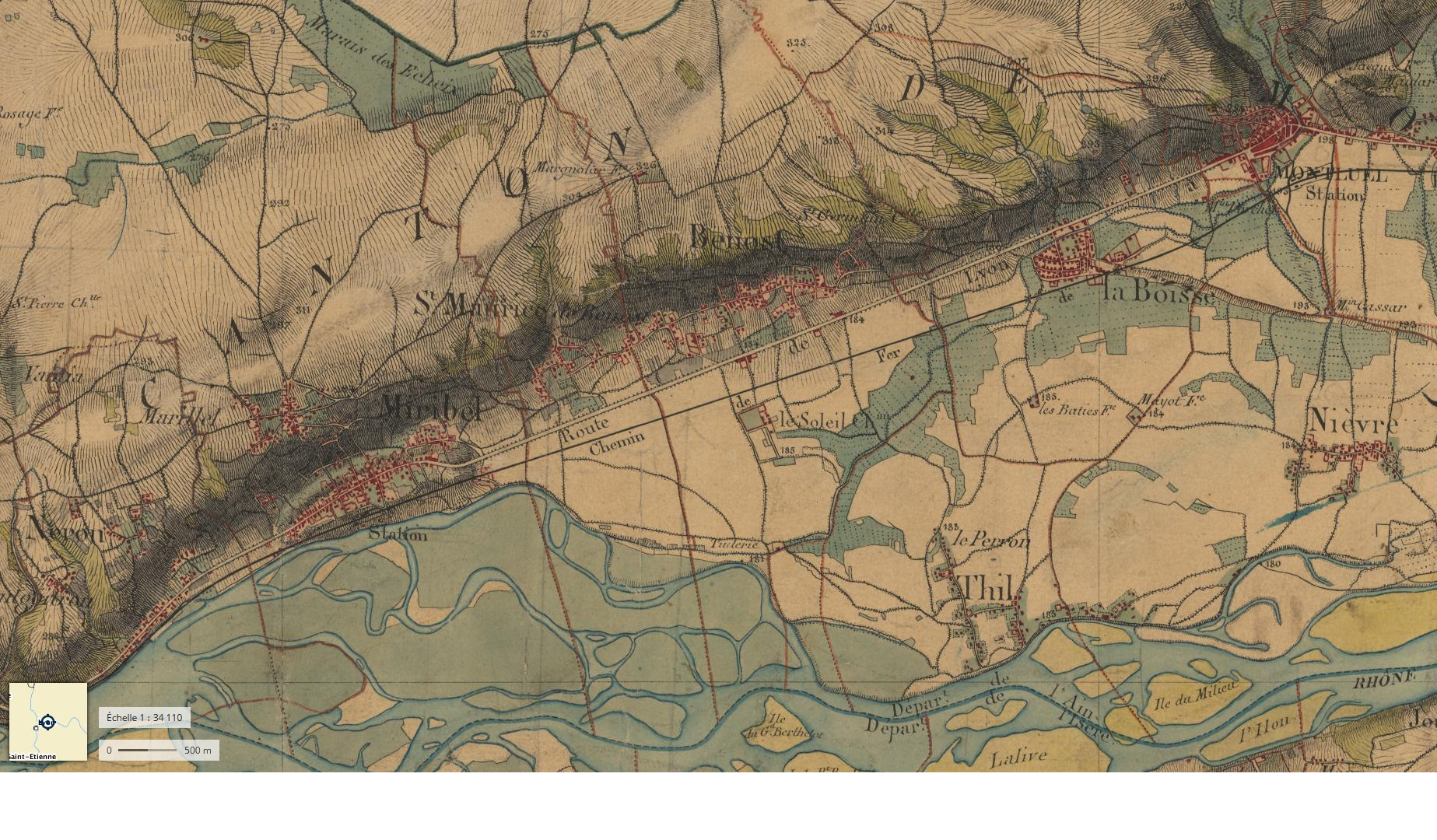
Carte de la Côtière en 1841, entre Neyron et Montluel.

Au XIXe siècle, en 1872, le camp militaire de la Valbonne est installé sur plus de 1 600 hectares. Dans les années 1910, le dépeuplement de la cité médiévale de Pérouges entraîne une réflexion sur sa démolition : en 1911, est alors créé le Comité du Vieux Pérouges dont l'un des principaux fondateurs fut Édouard Herriot (alors Maire de Lyon) et dont l'objectif est la préservation du site. Le comité participe activement à la restauration des maisons médiévales de la cité médiévale et crée dès 1912 le musée du Vieux Pérouges, installé dans la Maison du Prince.
Durant la Seconde Guerre mondiale, Meximieux fut le siège d'une bataille qui opposa les forces du lieutenant-colonel Davison de l'armée américaine et les FFI (parmi lesquels le maquis de l'Ain et du Haut-Jura et le camp Didier), à la 11e Panzerdivision allemande, d'autre part. Déjà aux mains des alliés, la ville fut victime d'une contre-offensive allemande, les 1er et 2 septembre 1944. Sa défense héroïque lui valut d'obtenir la médaille de la Résistance française.

## Culture et patrimoine

### Monuments
- Statue (32 mètres de haut) de la Vierge du Mas Rillier, située sur le coteau à Miribel (à 300 mètres d'altitude) sur l'ancien emplacement du château de Miribel qui domine la vallée du Rhône et offre une vue panoramique sur les Alpes.

- La cité médiévale de Pérouges fait partie des Plus Beaux Villages de France ; elle compte plus de 80 monuments historiques.

### Patrimoine naturel
- Grand parc de Miribel-Jonage

### Personnalités liées à la région
- Adolphe Messimy

- Jean Reverzy

- Alexandre Lacassagne

- Martin Dumollard

- Paul Berliet

- Christophe Marguin

- Césaire Nivière

- Pierre Cormorèche